# The Bronze Idol
The Bronze Idol è un cortometraggio muto del 1914 diretto da Frank Wilson.

## Trama
Il segretario di un milionario cattura un ladro che lo denuncia come un ex detenuto.

## Produzione
Il film fu prodotto dalla Hepworth.

## Distribuzione
Distribuito dalla Hepworth, il film - un cortometraggio di 396 metri - uscì nelle sale cinematografiche britanniche nel settembre 1914.
Fu distrutto nel 1924 dallo stesso produttore, Cecil M. Hepworth. Fallito, in gravissime difficoltà finanziarie, Hepworth pensò in questo modo di poter almeno recuperare il nitrato d'argento della pellicola.